# Montículo de plataforma

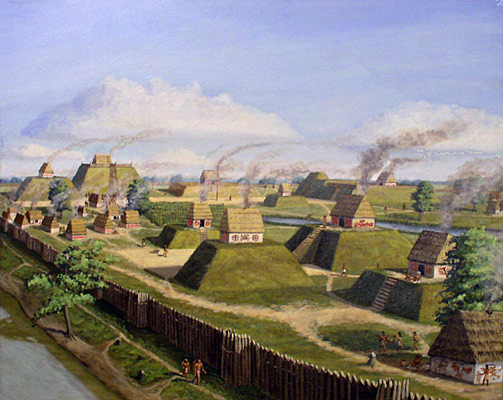
Ilustración del sitio histórico de montículos de plataforma que estaba situado en el extremo sur del actual estado de Illinois de los Estados Unidos.

Un Montículo de plataforma es cualquier movimiento de tierras o montículo destinado a soportar una estructura o actividad.

## Este de Norteamérica
Los amerindios de Estados Unidos construyeron montículos de subestructura durante más de mil años a partir del periodo arcaico y continuando a través del Periodo silvícola o Woodland. Muchas culturas arqueológicas diferentes como por ejemplo la Cultura misisipiana del este de Norteamérica son bien conocidas específicamente por el uso de montículos como un aspecto central de sus prácticas generales de religión y creencias. Estos montículos de plataforma son en general en forma de pirámide truncada, de cuatro lados empinados, con escalones construidos de troncos de madera en un lado de los terraplenes. Cuando los europeos llegaron por primera vez a América del Norte, los pueblos de la cultura misisipiana continuaban utilizando y construyendo montículos de plataforma. Los usos documentados para los montículos misisipianos incluyen la plataforma semipública de la casa del jefe de la tribu, las plataformas públicas del templo, plataformas mortuorias, plataformas de osarios, plataformas para residencias de la casa de campo / casa de la ciudad, plataformas cuadradas y redondas, y las plataformas de danza.

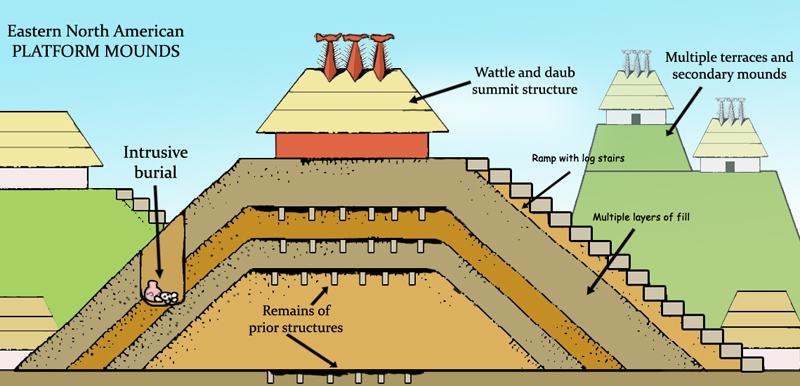
Diagrama que muestra los diversos componentes de los montículos de subestructura del Este de Norteamérica para ceremoniales indígenas.

Muchos de los montículos fueron sometidos a múltiples episodios de construcción, con el montículo cada vez realizado mayor. La situación de un montículo tenía por regla general un significado especial, ya sea en un lugar funerario o en una estructura cívica preexistentes. A continuación, este lugar se cubría con una capa de tierra y arcilla transportadas en cesta y conocida como relleno de montículo y se construía una nueva estructura en su cima. A intervalos periódicos de unos veinte años, estas estructuras serían removidas, posiblemente destruidas ritualmente como parte de ceremonias de renovación, y una nueva capa de relleno nuevamente añadida, junto con una nueva estructura en la cima cada vez a más altura. A veces en la superficie de los montículos se pueden ver capas de varios tamaños de arcilla de colores brillantes. Estas capas incorporaban diferentes tipos de arcilla, tierra y césped, una elaborada técnica de ingeniería para prevenir el deslizamiento de los montículos y para asegurar que sus lados empinados no se derrumbaran. Este patrón o tipo podía repetirse muchas veces durante la vida de un lugar. Las grandes cantidades de relleno necesarias para los montículos, dejaron grandes pozos en el paisaje, ahora conocidos por los arqueólogos como «pozo de préstamo». A veces usaban estos pozos para llenar de agua y los proveían con peces.

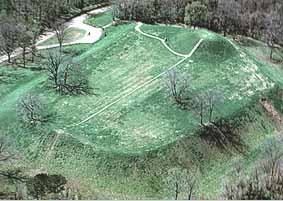
Montículo Esmeralda visto desde el aire.

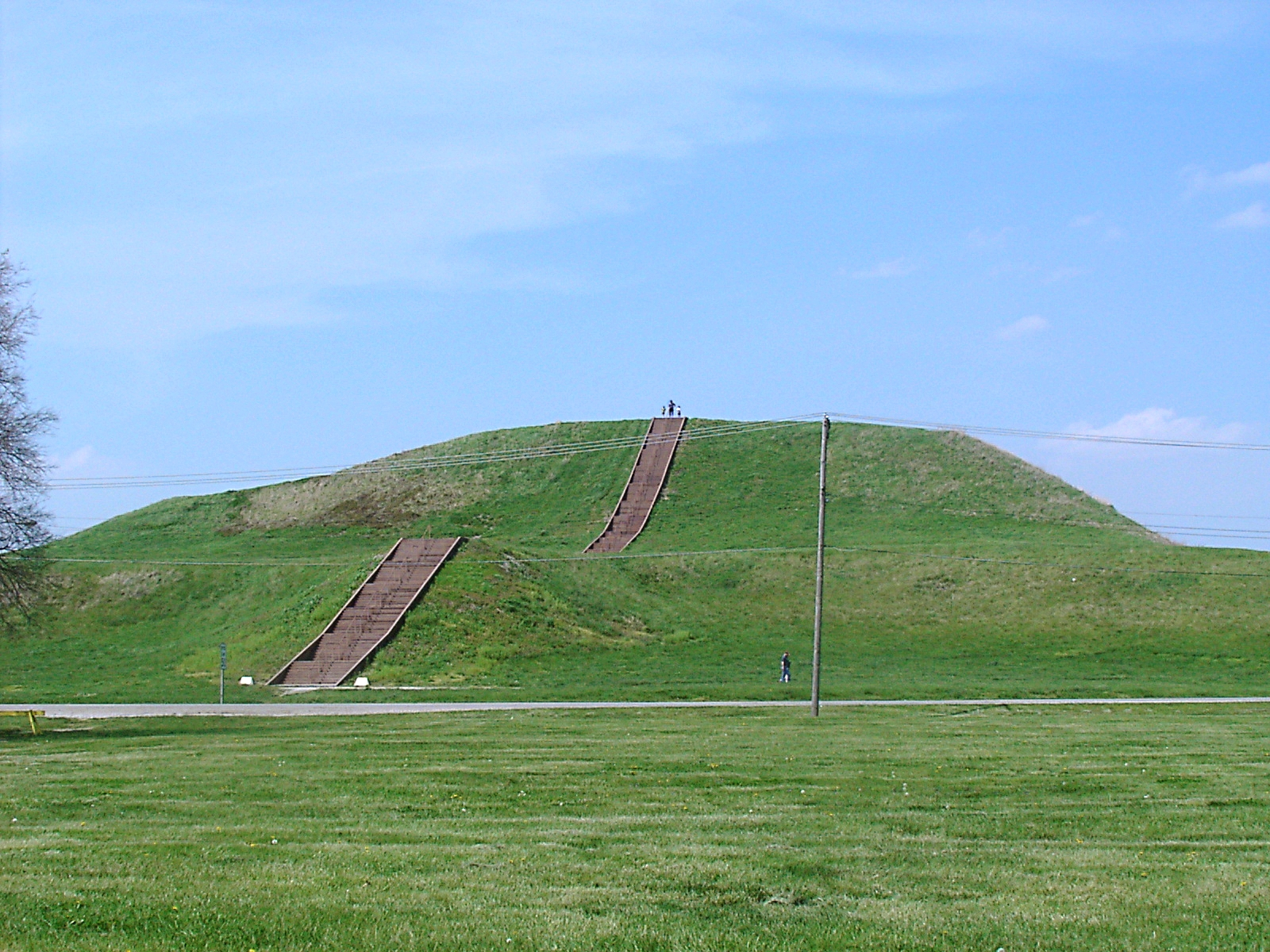
Montículo del Monje o Monks.

Algunos montículos fueron realizados con niveles separados (o terrazas), como el Montículo Emerald o Esmeralda, que es una gran terraza con dos montículos más pequeños en su cima, este sitio tuvo una vez otros seis montículos secundarios que se perdieron debido al arado de la superficie del montículo; los arqueólogos creen que los constructores fueron los antepasados del histórico Natchez, que habitó el área y utilizó el sitio del monte Esmeralda como su principal centro ceremonial en el momento del primer contacto europeo. En su apogeo, Esmeralda habría sido el centro de los rituales religiosos y cívicos de la zona, con el centro ceremonial ubicado en la cima del Montículo Esmeralda, una característica inusual rara vez vista en otros centros de montículos. Los montículos secundarios eran las bases de un templo y la residencia de un sacerdote o gobernante y otras élites. A fines de la década de 1730, los Natchez habían abandonado.
El Montículo del Monje o Monks, que tiene cuatro niveles separados y se sitúa cerca de los 30 m de altura; su construcción data del 900-955 y está ubicado en Cahokia Mounds cerca de Collinsville (Illinois) este montículo tenía al menos diez periodos separados de diferentes construcciones durante un período de 200 años. Algunas de las terrazas y lados del montículo parecen haber sido añadidas para detener la caída de la enorme montículo.

### Enterramientos
Aunque los montículos estaban destinados principalmente como subestructuras para edificios o actividades, a veces se efectuaban sepulturas. Los enterramientos intrusivos sucedieron cuando una sepultura fue excavada en un montículo y el cuerpo o los huesos desarticulados fue depositado en ella. Se encontró que en el montículo C de Etowah tenía más de 100 sepulturas intrusivas en la capa final del montículo, con muchos objetos funerarios como placas de cobre Misisipienses (placas Etowah), hachas de piedra monolíticas, cerámica ceremonial y objetos tallados de concha. También había enterrado en este montículo un conjunto emparejado de mármol blanco de estatuas.

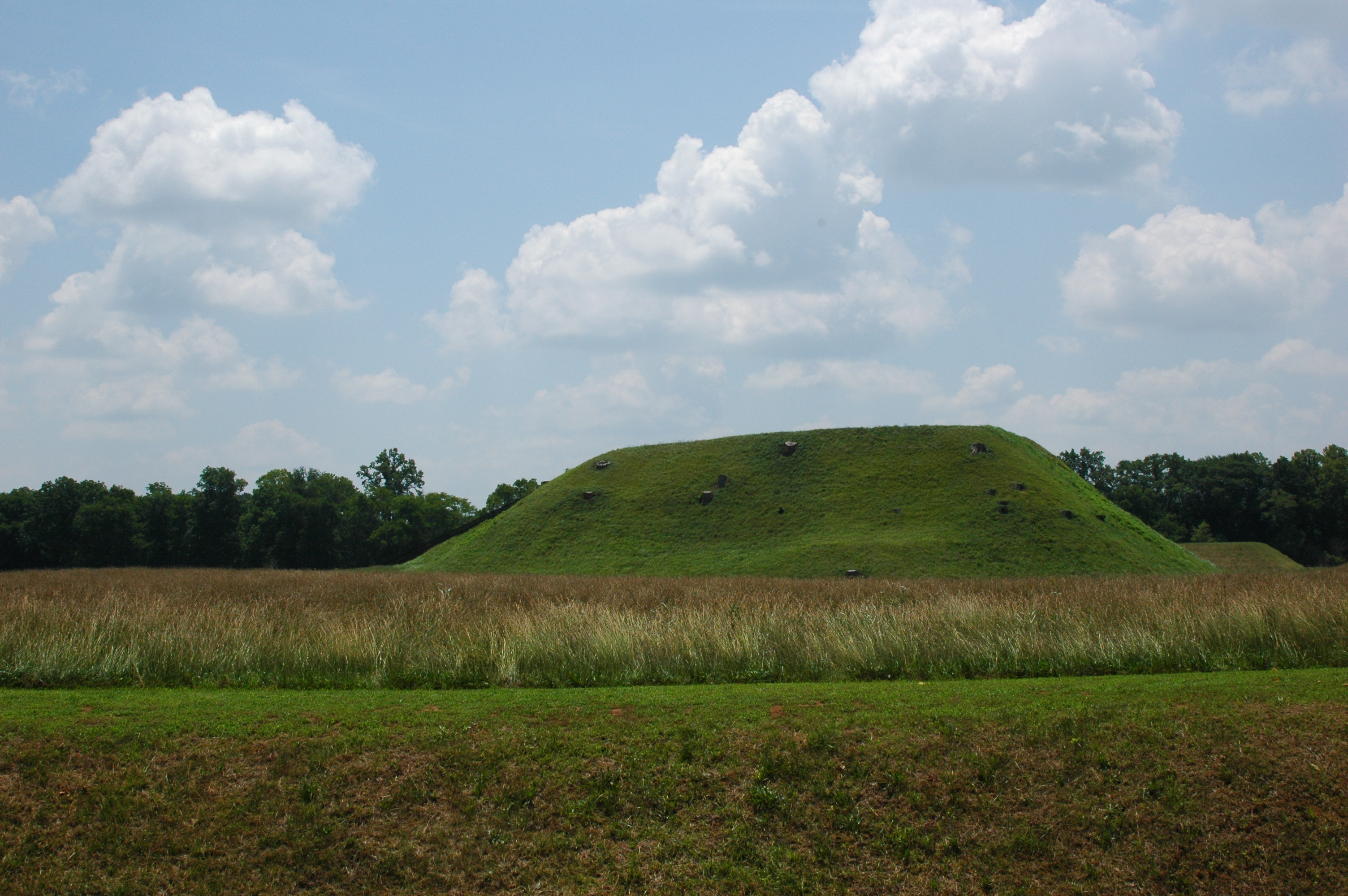
Montículo A de Etowah.
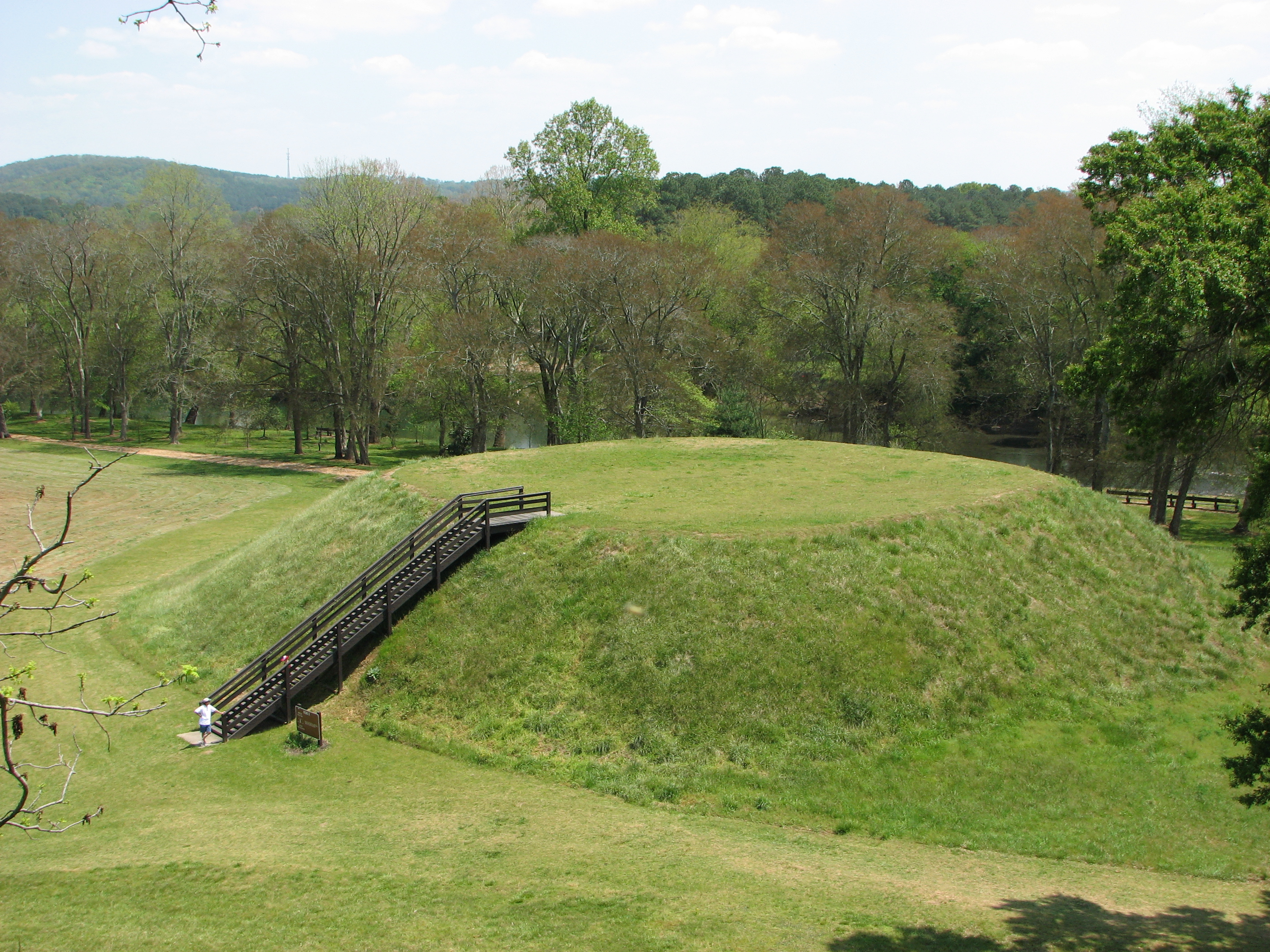
Montículo B de Etowah.
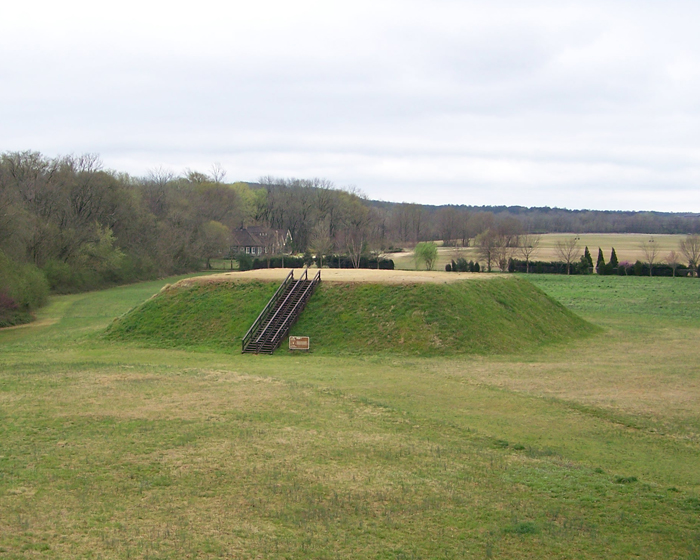
Montículo C de Etowah.
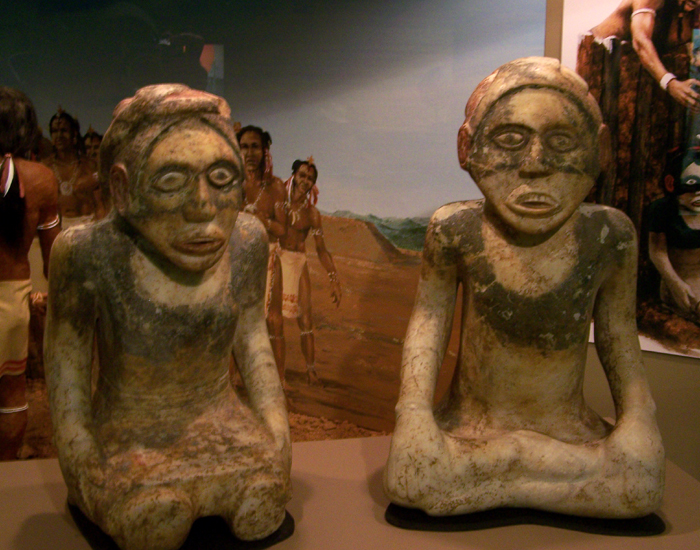
Pareja de figuras de mármol en el montículo C ( ca. 1250–1375)

## Interpretaciones
Una interpretación de muchos años de los montículos de Misisipi proviene de Vernon James Knight, quien dijo que los montículos de Misisippi fueron uno de los tres «sacra», u objetos de exhibición sagrados, de su religión. Su lógica se basa en la analogía con datos etnográficos e históricos relacionados sobre los grupos tribales de los nativos americanos en el sureste de Estados Unidos.
Knight sugiere una organización ritual microcósmica alrededor de una «tierra natal» autóctona, la agricultura, la fertilidad y el esquema de purificación, en el que montículos y el diseño del sitio replican la cosmología. Los episodios de reconstrucción de montículos se interpretan como rituales de sepultura y de renovación, mientras que la construcción de cuatro lados actúa para replicar en la tierra plana y los cuatro lados de la tierra.

## Otras culturas

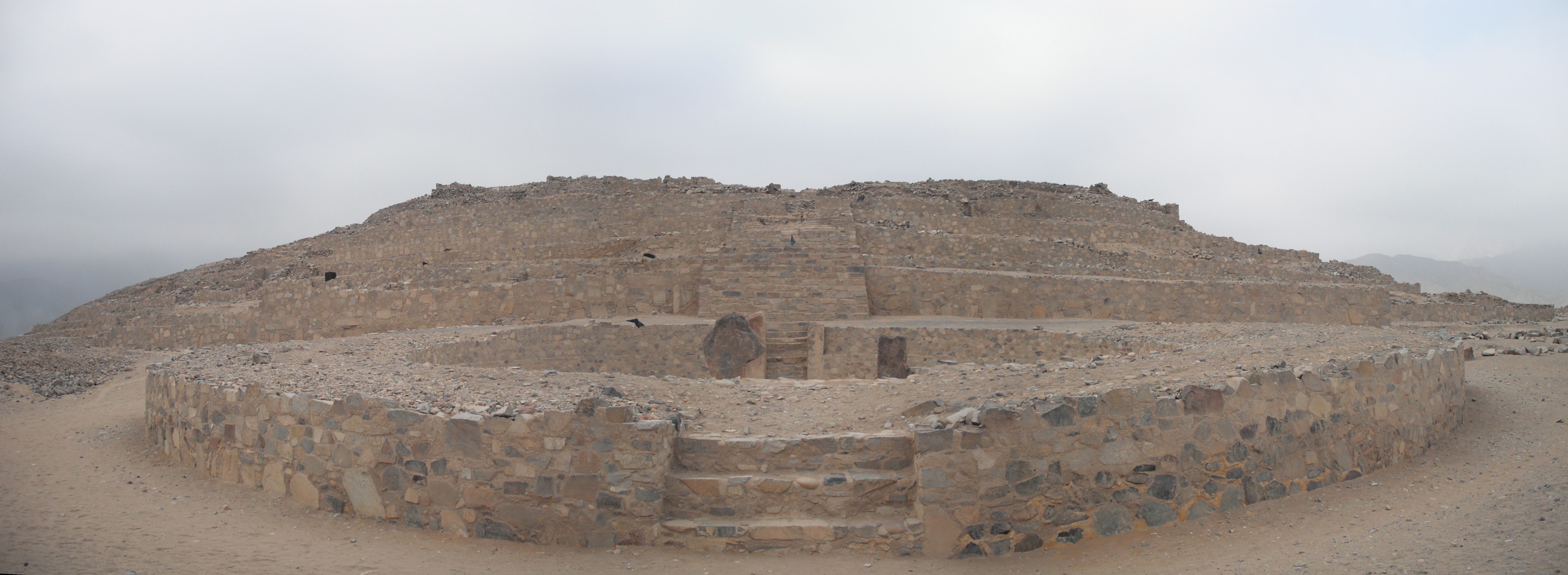
Una pirámide de Caral, con su plazuela circular. (Perú)

El uso de montículos de plataforma está documentado en otras partes del mundo incluyendo:
- Mesoamérica en la cultura olmeca y otros grupos.
- Civilización Caral sociedad precolombina.
- El Hohokam.
- En los períodos de la antigua China.

La exploración de los ríos de más al norte dio a conocer yacimientos de entre 10 y 100 ha. Se descubrieron entre uno y siete grandes terraplenes -pirámides rectangulares con terrazas-, con unas dimensiones que van de los 3.000 m³ hasta los 100.000 m³. Shady señala que la zona central de Caral, con arquitectura monumental, cubre una superficie de poco más de 65 ha. En este yacimiento también se descubrieron seis terraplenes, numerosos montículos más pequeños, dos plazas circulares hundidas y una variedad de arquitectura residencial.
Las obras arquitectónicas monumentales se construían con piedra de cantera y de río. Los trabajadores deberían transportar el material hasta las construcciones utilizando bolsas de carrizo (shicra), algunas de las cuales se han preservado. Roger Atwood, de la revista Archaeology describe el proceso: «Ejércitos de obreros debían recoger una hierba alta y duradera, conocida como shicra, en las montañas de encima la ciudad, para hacer unas bolsas de malla que llenaban de piedras, y con estas bolsas iban rellenando los espacios de atrás en los sucesivos muros de contención de las pirámides escalonadas».